# Catanzaro (stad)
Catanzaro is de hoofdstad van de Italiaanse regio Calabrië en van de gelijknamige provincie Catanzaro. Eind 2022 had de stad 84.670 inwoners.

## Geschiedenis
De stad is aan het begin van de 10e eeuw gesticht, toen de regio nog deel uitmaakte van het Byzantijnse Rijk.
Ooit was de stad de belangrijkste stad van de wereld wat betreft zijdewerk, en werden er veel zijderupsen gekweekt. Al het zijdewerk dat in het Vaticaan werd gebruikt, werd in deze stad geproduceerd. 
Toen Jozef Bonaparte koning van Napels was (van 1806 tot 1808), spande hij zich in om het cultureel leven te bevorderen. Toch beschouwden vele inwoners hem als een opgedrongen en niet legitieme vorst. Op 23 december 1961, vond op het Fiumarella viaduct een zwaar spoorwegongeval plaats, toen een trein ontspoorde en 40 meter diep viel in een rivier. Eenenzeventig passagiers kwamen om en achtentwintig werden zwaargewond.

## Geografie
De gemeente ligt op ongeveer 342 m boven zeeniveau. De oude stad werd gebouwd op drie heuvels: de Heuvel van St. Trifone of St. Rocco, de Episcopatenheuvel en de Heuvel van St. Giovanni.

Catanzaro grenst aan de volgende gemeenten: Borgia, Caraffa di Catanzaro, Gimigliano, Pentone, San Floro, Sellia, Settingiano, Simeri Crichi, Tiriolo.
Ongeveer 5 kilometer ten zuiden van de stad ligt de havenplaats Catanzaro Lido. Deze plaats heeft een lange promenade en een haven voor kleinschalige visserij en pleziervaartuigen.

## Demografie
Catanzaro telt ongeveer 35.000 huishoudens. Het aantal inwoners daalde in de periode 1991-2001 met 1,4% volgens cijfers uit de tienjaarlijkse volkstellingen van ISTAT.

## Sport
FC Catanzaro is de professionele voetbalploeg van Catanzaro en speelt in het Stadio Nicola Ceravolo. FC Catanzaro was actief op het hoogste Italiaanse niveau, de Serie A.

## Geboren
- Giovanni Battista Zupi (ca. 1590-1650) jezuïet, astronoom en wiskundige
- Domenico Milèlli (1841-1905), dichter
- Renato Dulbecco (1914-2012), viroloog en Nobelprijswinnaar (1975)

## Galerij

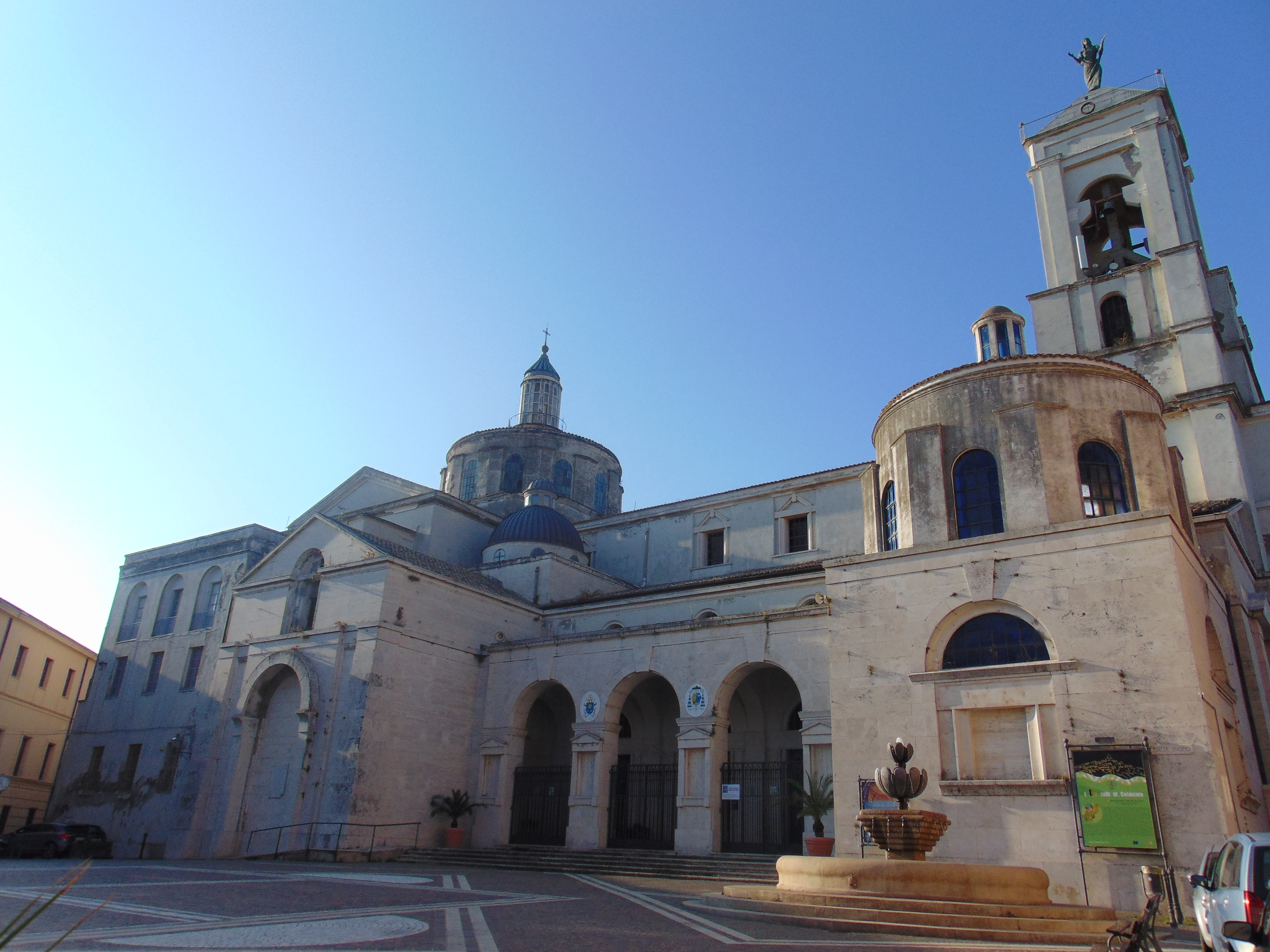
De kathedraal Santa Maria Assunta van Catanzaro
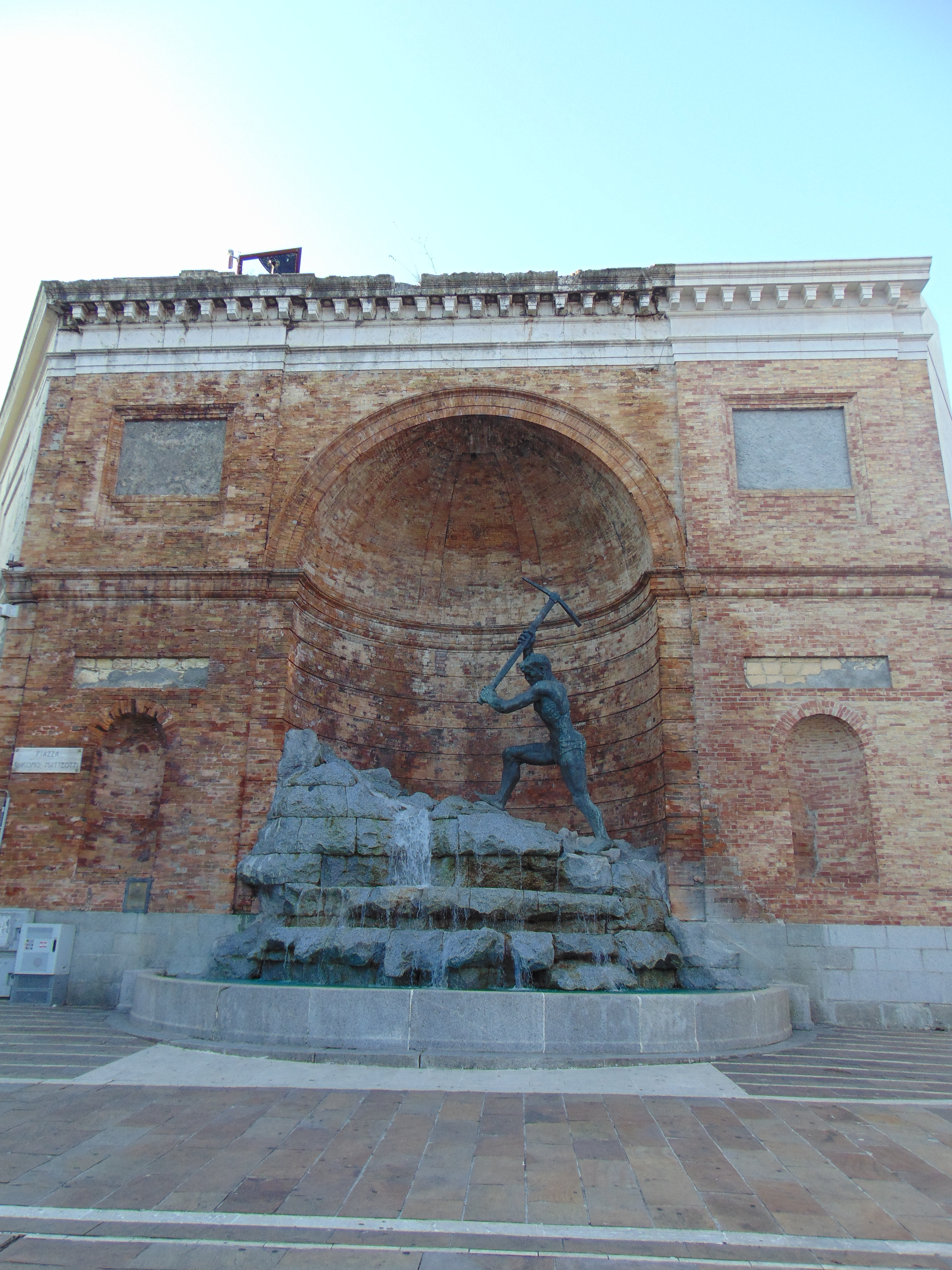
Il Cavatore, "De steenhouwer"
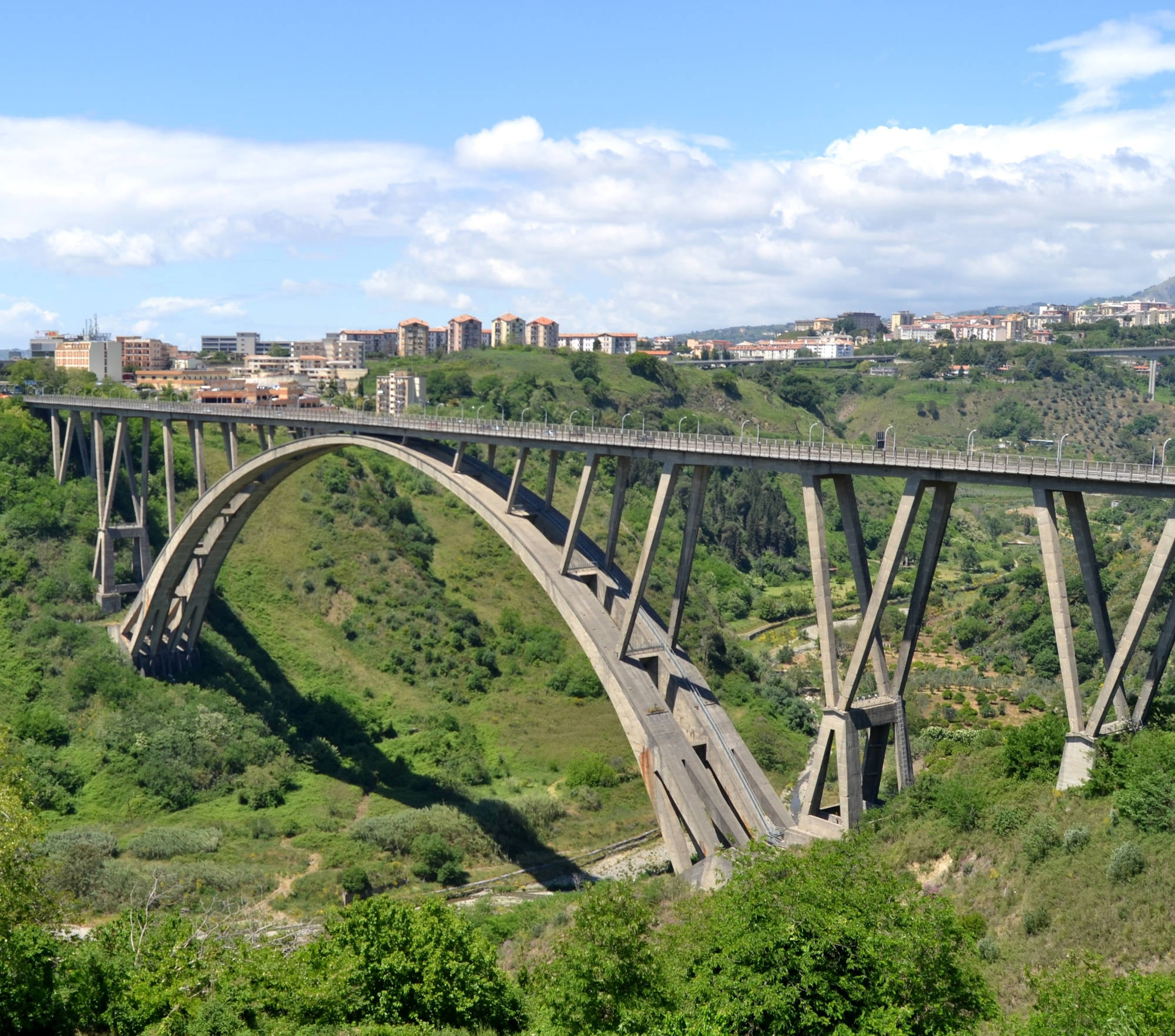
De brug Ponte Bisantis
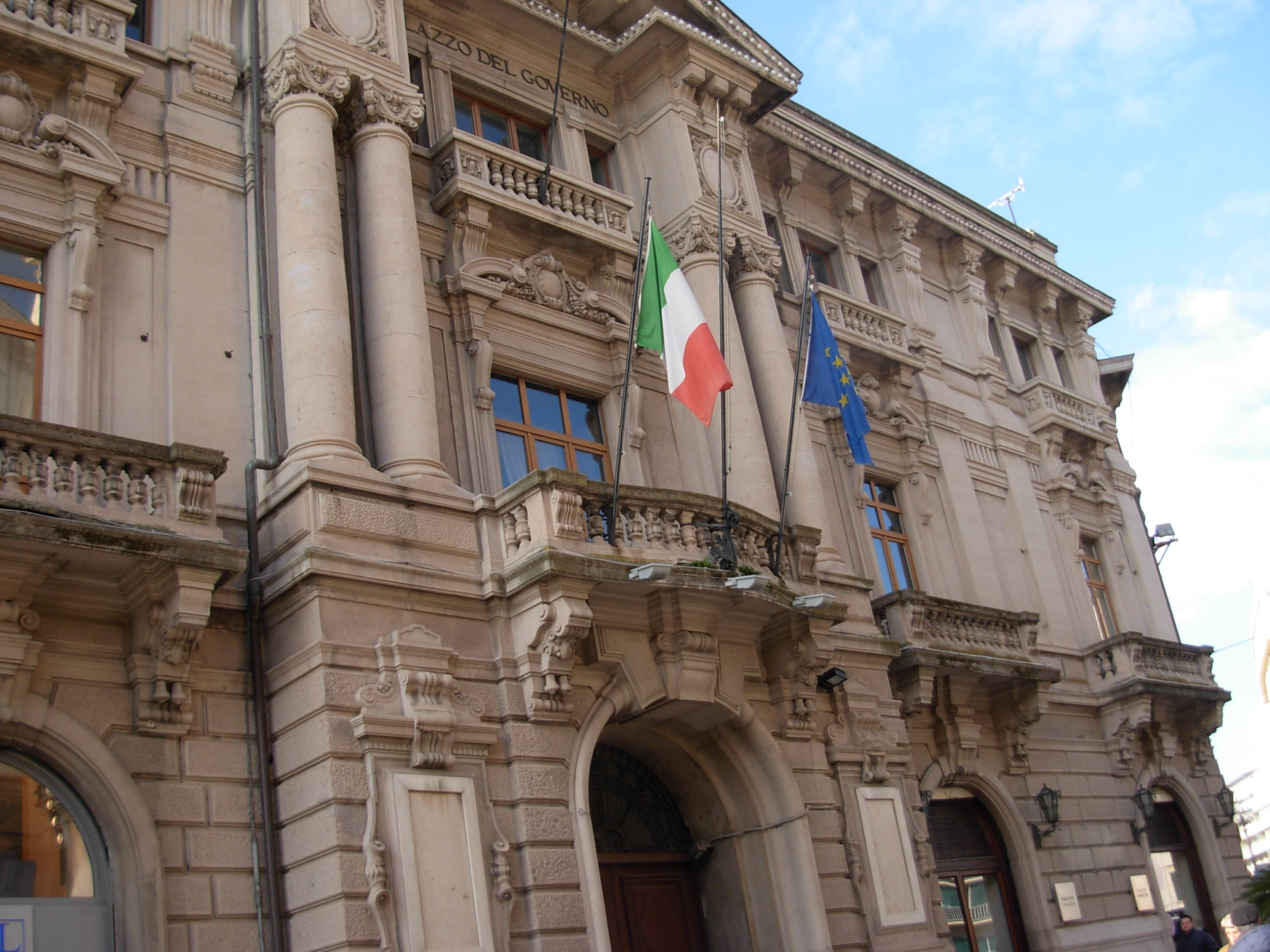
Het gemeentehuis Palazzo della Prefettura